# Ted Marchibroda
(en) Statistiques sur pro-football-reference
Ted Marchibroda, né le 15 mars 1931 et mort le 16 janvier 2016, est un joueur de football américain qui a évolué au poste de quarterback et un entraîneur de football américain dans la National Football League (NFL).
Après avoir joué pour les Steelers de Pittsburgh et les Cardinals de Chicago dans les années 1950, il devient entraîneur principal des Colts de Baltimore, des Colts d'Indianapolis et des Ravens de Baltimore. Il s'est qualifié à quatre reprises pour les phases finales de la NFL sans jamais atteindre le Super Bowl.
Après sa carrière d'entraîneur, il devient commentateur sportif des matchs des Colts d'Indianapolis jusqu'en 2006.